# سرشماری عمومی نفوس و مسکن (۱۳۳۵)
سرشماری عمومی نفوس و مسکن ۱۳۳۵ اولین سرشماری عمومی نفوس و مسکن ایران در زمان پهلوی دوم به تاریخ ۱۰ تا ۲۵ آبان ۱۳۳۵ در سراسر کشور انجام گرفت. سرشماری به تفکیک حوزه‌های سرشماری انجام گرفت. اغلب مأموران از معلمان یا دانش آموزان پایه یازده و دوازده (متوسطه) بودند. روسای تعلیم دیده ثبت احوال به مأموران تعلیم داده و برای مردم تبلیغات محلی دایر کردند و در جمع‌آوری حوزه محل خود نظارت داشتند. تهیه برنامه و اجرای آن بر عهده قسمت سرشماری اداره کل آمار بود. نتایج کامل در قالب نشریات آمار و همچنین خلاصه آن منتشر گردید.
سرشماری آبان ماه ۱۳۳۵ توسط جمعاً ۲۶ هزار و ۸۳۶ مأمور سرشمار و سرپرست مأموران انجام شد. جمعیت کل ایران ۱۸٬۹۵۴٬۷۰۴ نفر بود که از این عده ۹۶۴۴۹۴۴ نفر مرد و ۹۳۰۹۷۶۰ نفر زن بودند. جمعیت شهرنشین ۵۹۵۳۵۶۳ نفر و جمعیت ده‌نشین ۱۳۰۰۱۱۴۱ نفر بود که رقم اخیر شامل ۲۴۳۷۹۷ نفر ایلات کوچ‌نشین یا افرادی که اقامتگاه دائمی نداشتند نیز می‌شد. تراکم جمعیت برای کل ایران نزدیک به ۱۲ نفر در هر کیلومتر مربع بود.